# Puna (Stati Uniti d'America)
Puna è uno dei distretti della Contea di Hawaii (The big island), la maggiore delle isole dell'arcipelago di Hawaii. Si trova a sud-est e confina a nord con il distretto Hilo-Sud e ad ovest con il distretto di Kaʻū.
I prezzi convenienti delle abitazioni hanno portato ad un'enorme crescita della zona, che ha reso Puna l'area con la crescita maggiore nell'isola di Hawaii. Negli ultimi vent'anni la popolazione è cresciuta di circa 20 000 abitanti e si stima che ne avrà più del grande distretto di Hilo entro il 2020.
Puna, e tutta la zona delle isole Hawaii, è a forte attività vulcanica. L'isola è divisa in nove zone laviche, soggette appunto alla presenza di materiale vulcanico in eruzione, dalla prima e più pericolosa alla nona e meno rischiosa. Puna tocca le prime tre, suddivise in base ad analisi scientifiche e geologiche, registrazioni di eruzioni, e tradizioni e racconti locali tramandati oralmente. Il vulcano di Kīlauea, situato nella parte est di Pula, è il maggiore protagonista del fenomeno, ed è il più giovane e il più attivo cratere nel mondo.
Il clima può essere definito moderatamente tropicale, con abbondanza di piogge, specialmente nella zona nord di Puna e nelle quote alte, e il terreno è caratterizzato da pendii dolci. Anche se la pioggia può essere molto massiccia (una tempesta nel 2003 portò 90 cm di acqua in 24 ore), le inondazioni sono piuttosto rare, a causa della pendenza del terreno e della porosità delle rocce vulcaniche. La vegetazione varia tra la foresta pluviale, gli arbusti desertici e la costa.
Insieme al vulcano attivo di Kīlauea e alle sue esalazioni nella parte crepata a sud-est, uno dei punti più caratteristici di Puna sono le pozze di acqua calda, in cui l'oceano è naturalmente riscaldato dall'energia geotermica. Nel 1976 fu trivellato il primo pozzo per l'utilizzo di questa energia vaporosa per la conversione in energia elettrica.

## Punti caratteristici
Alcune delle zone più famose da visitare sono nella parte bassa di Puna, e comprendono Ahalanui Park, conosciuta nel posto come "warm ponds" (vasca calda), Pohoiki Beach e i siti di surf, poi Lava Tree Park, Champagne Ponds, il faro ad Est.
Ahalanui park è riscaldata naturalmente e ha piscine parzialmente artificiali aperte al pubblico con bagni e aree di barbecue.
Issac Hale Park, meglio conosciuta come "Pohoiki" è una popolare zona di surf, nuoto e navigazione per gli abitanti, e può essere pericolosa a causa delle forti maree e delle grandi onde.
Lava Tree Park si trova lungo la parte sinistra dell'autostrada 132, circa 4 km dopo Pahoa. Il nome deriva dalla struttura lavica formatasi a seguito di un'eruzione, che ha ricoperto gli alberi raffreddandosi in piloni di lava e reso il terreno molto diseguale. È aperto al pubblico e attrezzato.
Lo Champagne Ponds (Vasche di Champagne), con acqua calda e popolate da "honu" (tartarughe di mare), e il faro sono nell'estrema punta est del distretto e sono raggiungibili solo con una 4x4.